# Mexican standoff
Een Mexican standoff is een situatie of conflict, tussen 3 of meer mensen, waarvan de kans klein is dat een van de betrokkenen aan het langste eind trekt. Vaak betreft het een confrontatie die voor alle betrokkenen gevaarlijk is en slecht kan aflopen.

## Oorsprong
De term vindt zijn oorsprong in de 19e eeuw. Volgens het Cambridge woordenboek zou de term van oorsprong Australisch zijn. De term werd veelvuldig gebruikt voor de situatie waarin de Verenigde Staten en de Sovjet-Unie zich bevonden tijdens de Koude Oorlog, met name tijdens de Cubacrisis.

## Gebruik in films
De term is tegenwoordig vooral bekend van actiefilms en -series, waarin een dergelijke situatie geregeld voorkomt. Een bekend scenario is dat verschillende personages tegelijk een wapen trekken en dit op elkaar richten. Wat volgt is een situatie waarin geen van de personages als eerste wil schieten uit angst dat een ander terugschiet, maar tegelijk wil geen van hen zijn wapen neerleggen en vervolgens overgeleverd zijn aan de genade van de rest. De situatie moet dan vaak worden opgelost met diplomatie of een verrassingsaanval door een van de betrokkenen. De Mexican standoff in films wordt veelal gezien als een cliché.